# Paulo Flores (cantor)
Paulo Flores (Cazenga, 1 de Julho de 1972) é um dos cantores mais populares de Angola. Mudou-se para Lisboa durante sua infância. Começou como cantor de kizomba, lançou o seu primeiro álbum em 1988. As suas canções tratam temas diversos como o governo, a vida quotidiana dos angolanos, a guerra civil e a corrupção.
Em 19 de Junho de 2022, junto ao rapper Prodígio, participou do Rock in Rio Lisboa. Essa junção teve como fruto o álbum A Bênção e a Maldição, uma fusão de ritmos advindos de um encontro entre duas gerações de músicos nascidos em Angola.
Já trabalhou com o cantor brasileiro Péricles num espectáculo, denominado "Entre Povos”, que procurou realçar as semelhanças culturais dos dois países, por meio da música, com o semba e o samba sendo as principais referências.

## Discografia
- Sassasa, 1986
- Kapuete, 1989
- Coração Farrapo e Cherry, 1991
- Brincadeira Tem Hora, 1993
- Inocente, 1995
- Perto do Fim, 1998
- Recompasso, 2001
- Xé Povo, 2003
- The Best, 2003
- Quintal do Semba, 2003
- Ao Vivo, 2004
- Ex Combatentes, 2009
- Excombatentes Redux, 2012
- O País Que Nasceu Meu Pai, 2013
- Bolo de Aniversário, 2016
- Kandongueiro Voador, 2017
- A Benção e a Maldição (álbum colaborativo com o rapper Prodígio), 2020
- Independência, 2021
- Canções Que Fiz Pra Quem Me Ama, 2025